# Nisanit
Nisanit (hebrejsky: נִיסָנִית, podle hebrejského označení pro místní druh rostliny) byla izraelská osada v Pásmu Gazy, v Oblastní radě Chof Aza, která byla v roce 2005 vyklizena v rámci Izraelského plánu jednostranného stažení. Nacházela se v nadmořské výšce cca 60 metrů v severní části Pásma Gazy. Nisanit ležela cca 8 kilometrů severovýchodně centra města Gaza, cca 60 kilometrů jihozápadně od centra Tel Avivu a cca 70 kilometrů jihozápadně od historického jádra Jeruzalému. Vesnice Nisanit byla součástí územně souvislého pásu izraelských osad na severním konci Pásma Gazy, tvořeného dále ještě osadami Dugit a Elej Sinaj. Tyto osady byly od vlastního Pásma Gazy odděleny bezpečnostním plotem a územně souvisely s přilehlými částmi vlastního Izraele. Nebyly tudíž součástí bloku osad Guš Katif.

## Dějiny
Nisanit ležela v Pásmu Gazy, jehož osidlování bylo zahájeno Izraelem až po jeho dobytí izraelskou armádou, tedy po roce 1967. V roce 1982 rozhodla izraelská vláda, že v severní části pásma založí 3 nové vesnice. Nisanit byla zřízena už roku 1980. Tehdy ale šlo o osadu typu "Nachal", tedy kombinace vojenského a civilního sídla. Teprve v roce 1993 byla proměněna na ryze civilní osadu, která se pak rychle vyvinula ve velké sídlo městského rezidenčního charakteru, po Neve Dekalim druhá nejlidnatější izraelská obec v Pásmu Gazy. Obec neměla zemědělský charakter a většina jejích obyvatel dojížděla za prací do okolních osad nebo do města Aškelon. V obci fungovalo několik synagog, zdravotní středisko a mateřské školy. Základní školství bylo v Aškelonu. Nedaleko od osady se nachází hraniční přechod Erez spojující severní část Pásma Gazy s Izraelem. Mezí ním a Nisanit se rozkládala průmyslová zóna Erez. Během Druhé intifády se bezpečnostní situace v celé oblasti výrazně zhoršila. 5. září 2002 poblíž obce zastřelil palestinský útočník jednoho vojáka izraelské armády. K útoku se přihlásily Brigády mučedníků Al-Aksá. Ještě v roce 2002 se v obci prodaly 3 nové domy. Jenže během vlády Ariela Šarona byl zformulován plán jednostranného stažení, podle kterého měl Izrael vyklidit všechny osady v Pásmu Gazy. Plán byl i přes protesty jejich obyvatel v létě roku 2005 proveden. Zdejší osady včetně Nisanit byly vystěhovány a jejich zástavba zbořena. Stejně tak byla zničena průmyslová zóna Erez. Ještě v roce 2009 se uvádělo, že část lidí vystěhovaných z osad v severní části Pásma Gazy včetně Nisanit žila v provizorních podmínkách v Aškelonu.

## Demografie
Obyvatelstvo obce Nisanit bylo v databáziu Yesha popisováno jako sekulární. Šlo o sídlo střední velikosti, částečně městského charakteru. K 31. prosinci 2004 zde žilo 1120 lidí. Během roku 2004 populace obce vzrostla o 8,2 %.
| Rok            | 1999 | 2000 | 2001 | 2002  | 2003  | 2004  |
| -------------- | ---- | ---- | ---- | ----- | ----- | ----- |
| Počet obyvatel | 750  | 874  | 932  | 1 000 | 1 035 | 1 120 |